# Історія Глухова
Історія Глухова — історія міста обласного підпорядкування на Сіверщині України в Сумській області.

## Перша згадка
Глухів вперше згадується в Іпатіївському літописі у 1152 році, як фортеця. Але останні археологічні розвідки, здійснені Державним історико-культурним заповідником, свідчать, що вже на початку нашої ери, тобто майже 1800—1900 років тому, на місці сучасного Глухова існувало значне поселення. У цьому переконують знахідки (на вул. Валовій) груболіпної кераміки пізньозарубинецької культури ІІ-ІІІ ст. н. е. У провулку Пожежному на глибині 3,5 м виявлено 3 господарських ями. На дні кожної з них знайдено фрагменти ліпної пізньозарубинецької кераміки зі шкарубкою поверхнею та вінчики горщиків зі скісними насічками. Кераміка київської культури III-V ст. н. е., знайдена на вулиці Красна Гірка, свідчить про подальший розвиток поселення та розширення його кордонів.
На березі Павлівського озера зібрано матеріал колочинської культури V-VII ст. Тут виявлено кераміку, а також знайдено скупчення фрагментів давньої цегли темно-сірого кольору.

## Київська Русь
Це саме місце облюбували дещо пізніше й сіверяни. Про це свідчить посуд Х-ХІ ст., рештки якого знайдені на березі того ж таки Павлівського озера. Далі розвиток городища, що вже на той час переросло в місто, набирає нечуваного розмаху. Про значимість Глухова та його велич свідчить декілька фактів як археологічних, так і документальних. Місто встановило торговельні зв'язки з Києвом, а також Візантією. Доказ тому — знахідки речей київського походження, візантійських монет, уламків візантійських амфор. На той час Глухів був центром удільного князівства, оточеним низкою укріплених городищ, що прикривали його з усіх боків від нападу ворогів. У першій літописній згадці про місто (вказана точна дата 13-14 грудня 1152 року) автор пояснює, чому воїни саме його обрали для перепочинку. Виявляється, тільки таке багате місто, як Глухів, було в змозі прогодувати велике військо: «Тоді ж пішли з Юрієм а не відмовили йому, — Ярослав Ростиславович з браттями і з рязанцями, і з муромцями, а також і половці, і Оперлюї, і Токсобичі, і весь половецький народ, скільки їх ото межи Волгою і Дніпром. І рушили вони туди, на В'ятичі, і отож узяли їх там (пішовши) на (город їхній) Мценськ. А звідти пішли вони на (городи) Спаш та на Глухів і тут стали».
На користь цього свідчать знахідки скупчень давньоруської цегли — плінфи, оскільки відомо, що з плінфи будували виключно монументальні споруди — храми або князівські палаци. Кам'яні споруди часів Київської Русі, на жаль, не дійшли до нашого часу. Про надійну укріпленість міста свідчить друга згадка Глухова в літописі під 1169 роком, коли князь Андрій Юрійович, пішовши на Суздаль, на час походу переховував свою сім'ю у Глухові.

## Монголо-татарська навала
У 1239 році на Русь накотилася орда. Не обминула лиха доля й Глухів, але, на відміну від більшості стародавніх міст, він не був знищений монголами, хоча археологічні дослідження округи міста свідчать про те, що більшість укріплених городищ, які боронили Глухів з усіх боків, була знищена в XIII ст., можливо, саме в 1239 році.
З 1247 року містом та навколишніми землями володіли нащадки чернігівських князів — Симеон Михайлович, потім його син Михайло Симеонович, а пізніше онук — Симеон Михайлович. Глухів входив до «Чернігівської тьми» — адміністративно-податкової одиниці у складі Золотої Орди. Імовірно, що Глухів неодноразово потерпав від набігів ординців, але прямих свідчень про повне знищення міста в літописах ми не зустрічаємо.
На початку XIV ст. східні землі Русі відходять до Литви, а з другої половини XIV ст. до Литви приєднується й Чернігово Сіверська земля, до складу якої входив і Глухів. У 1352 році «…бысть мор силен зело, в Глухове ни один человек не остался: вси изомроша». Так писав тогочасний літописець. Після цієї пошесті глухівські князі переселяються в Новосіль і стають князями новосільськими. Пізніше один з нащадків глухівських князів — Степан Новосільський — брав участь у Куликовській битві (1380) і навіть врятував від загибелі Дмитрія Донського.
Після Кревської унії 1385 року та об'єднання Великого князівства Литовського з Королівством Польським глухівські землі стали окраїною Польсько-Литовської держави. До Москівщини місто відійшло внаслідок перемоги московських військ над Литвою у війні 1500—1503 років. Але вже в 1618 році за умовами Деулінського перемир'я, укладеного після чергової війни Речі Посполитої, Глухів увійшов до складу Польщі як прикордонне місто, був розширений і укріплений. Саме в цей період Глухову «пожалуване» Магдебурзьке право.
Глухівчани брали активну участь у загальнонародній боротьбі за відродження державності України. В ході національно-визвольної війни (1648—1657) місто одержало статус сотенного та ввійшло до складу Ніжинського полку. В 1663—1665 роках існував окремий Глухівський полк, який очолювали Кирило Гуляниця та Василь Черкащениця. Саме в січні-лютому 1664 року місто витримало п'ятитижневу облогу польського війська на чолі з королем Яном Казимиром, що рухалося на Москву. Це радикально змінило наступний хід подій, які завершилися розгромом чужинців під Новгород-Сіверським.

## Глухів— гетьманська столиця
У березні 1669 року Глухівська рада з посланцями козаків і міщан обрала гетьманом Лівобережної України Дем'яна Многогрішного (1669—1672).На раді були підписані «Глухівські статті», які мали велике значення у справі поновлення функцій козацького самоуправління та повернення правової сили угоді Богдана Хмельницького з Москвою. На початку XVIII ст. Глухів був одним з найкрасивіших міст України. У 1703 році, подорожуючи до Святої землі, його відвідав московський паломник І. Лук'янов і засвідчив, що Глухів «лучше Києва строением»: «Зело лихоманы хохлы затейливые к хоромному строению». У XVIII ст. місто опинилося в центрі історичних подій, пов'язаних із Північною війною (1700—1721). Дізнавшися про перехід гетьмана Івана Мазепи на бік шведського короля Карла ХІІ, московський цар Петро І наказав зруйнувати його резиденцію в Батурині, а українській старшині зібратися в Глухові для виборів нового гетьмана.
Так велінням історії Глухів 6 листопада 1708 року став столицею гетьманської та Лівобережної України, резиденцією гетьманів І. Скоропадського (1708—1722), Д. Апостола (1727—1734), К. Розумовського (1750—1764), місцем розташування першої (1722—1727) і другої (1764—1782) Малоросійської колегій, Генеральної військової канцелярії, інших державних установ.
Про статус столиці свідчить і герб Глухова, створений саме в цей період. Його розробкою, як і розробкою гербів усіх міст Російської імперії, займалася Геральдмейстерська контора. Петро І у 1724 році запросив до Росії графа Ф. Санті «для отправления геральдического художества». У 1729—1730 роках завершилося складання так званого «знаменного гербовика», до якого було включено герб Глухова: «Поле розділене на чотири частини: у верхній голубій — дві хрестоподібно покладені булави; в нижній зеленій — округлений стілець; у лівій білій — червоний прапор; у правій жовтій — на зеленій землі бунчук з червоним древком». При складанні Глухівського герба використовувалися малюнки з широко популярної в Петровські часи книги «Символи та емблеми».
У Глухові протягом 15 років правники працювали над проєктом зводу законів Гетьманщини «Права, за якими судиться малоросійський народ». Його представлення відбулось 8 (19) липня 1743 р. в м. Глухові. Члени кодифікаційної комісії на пленумі, скликаному Генеральною військовою канцелярією, підписали проєкт Кодексу під назвою «Права, за якими судиться малоросійський народ».
Як свідчать архівні документи, цей варіант герба був затверджений тільки у 1782 році Катериною II, причому зі зміною кольорів. У верхній — синій — частині розміщені дві перехрещені золоті булави, у лівій — срібній — козацький червоний прапор з державним російським гербом, у правій — золотій — бунчук з червоним древком, у нижній — зеленій — золотий постамент (печатка). Зображення Російського державного прапора, а також булави та бунчука — знаків гетьманської влади — засвідчує статус Глухова як гетьманської столиці.
На думку В. Вечерського, сучасного дослідника історії вітчизняної архітектури, "протягом XVIII ст. Глухів був своєрідною містобудувальною лабораторією для всієї України: тут вперше здійснене регулярне планування та створений класицистичний палацово-парковий ансамбль, зведена найбільша споруда — Малоросійська колегія.

План Глухівської фортеці 1724 року інженера Валлена

Встановити, яким саме було на той час столичне місто, допомагають старовинні плани. Найстаріший із них — план 1724 року, складений «кондуктором Валленом» по смерті гетьмана І. Скоропадського за часів першої Малоросійської колегії.
Високі земляні вали з бастіоновими виступами оточували місто на підвищеному лівому березі річки Есмань. У валах земляної фортеці було споруджено 5 брам, які називалися за напрямками головних доріг: Київська, Московська, Путивльська, Білополівська, Михайлівська.
Серед одноповерхової дерев'яної забудови височіли бані мурованих церков і дзвіниць Успенсько-Преображенського дівочого монастиря, Миколаївської, Анастасіївської, Михайлівської церков, інших дерев'яних храмів. За межами фортеці розташувалася «заградська» дерев'яна Спасо-Преображенська церква. У центральній частині міста — на схід від Миколаївської церкви — був розташований квартал з гетьманською резиденцією та архітектурним ансамблем урядового центру: особистий двір гетьмана, приміщення Генеральної військової канцелярії, генерального військового суду, інших державних установ.

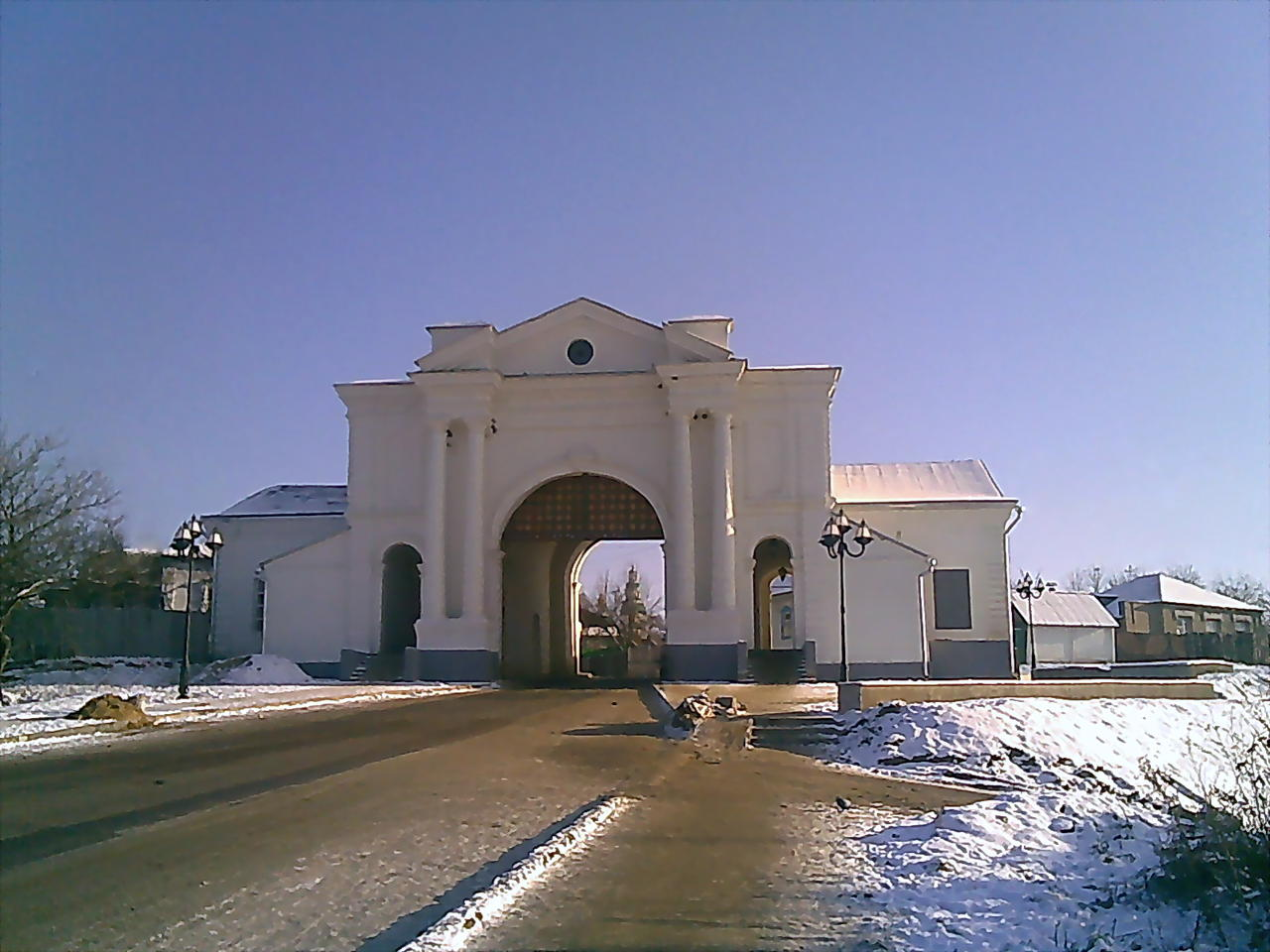
Київська брама (побудована на честь візиту імператриці Катерини ІІ)

Головна відмінність Глухова від міст Західної України та Європи полягала в системі планування й забудови. Місто мало широкі форштадти (передмістя), тому система розселення на них характеризувалася розкиданістю та низькою щільністю забудови. Планування передмість було нерегулярним, з великими за розмірами кварталами. Напрямки вулиць визначалися рельєфом, водними басейнами, напрямками головних шляхів на Київ, Москву, Конотоп, Путивль.
У середині XVIII століття Глухів складався з фортеці (центральної частини) з потужними фортифікаційними спорудами, які повторювали рельєф місцевості, та чотирьох передмість: Білополівки, Усівки, Веригина, Червоної Гірки. Зовнішня лінія міських укріплень мала у своєму складі не менше 12 веж і мала протяжність близько 2300 метрів. Головна Мостова (або Стара) вулиця перетинала фортецю із заходу на схід, а її, в свою чергу, — 6 поперечних вулиць, серед яких виділилася основна — Путивльська. На перетині двох головних вулиць утворилася велика центральна площа, де були розташовані культові, громадські та урядові споруди, базар. Міські квартали мали вигляд багатокутників.
Вся ця забудова була за лічені години знищена пожежею 23 травня 1748 року. Указом Сенату від 28 червня 1748 року передбачалося вперше в Україні відбудувати місто за єдиним регулярним планом із прямими вулицями та провулками. План Глухова розробили відомі архітектори І. Мергасов і А. Квасов, які керували подальшою забудовою міста. До речі, це планування XVIII ст. збереглося й донині та легко впізнається в сучасних візерунках, утворених вулицями, площами, скверами та парками. Передбачалося, що окрасою столиці стане гетьманський палац. А. Квасов у 1749 році розробив проект гетьманських «палат італійської архітектури» в стилі бароко. Для реалізації цього проекту та для здійснення інших будівельних робіт гетьман К. Розумовський створив нову адміністративну структуру «Експедицію Глухівського та Батуринського строєнія». Будівництво палацу тривало досить довго — з 1749 до 1757 року — на Веригинському передмісті, але, на превеликий жаль, так і не було завершене.
Палац, хоча й дерев'яний, не повинен був поступатися петербурзьким і московським. Та він не відповідав перебірливому смаку гетьмана. К. Розумовський писав у 1757 році канцлеру М. Воронцову, що «вимушений теперішнього літа зачати кам'яний будинок у Батурині». За іронією долі, гетьман, хоча й прожив 75 років, проте так і не дочекався завершення будівництва батуринського палацу.
За часів Гетьманщини Глухів став центром розробки основних положень ідеології української державності. Саме тут наказний гетьман Павло Полуботок відстоював права та вольності українського народу. Збереглися щоденники генеральних канцеляристів М. Ханенка, Я. Маркевича, П. Борзаківського, П. Ладинського. Ці багатотомні хроніки історії краю та людських доль свідчать про формування національної самосвідомості українського народу.
З історією міста пов'язані імена перекладача Генеральної воєнної канцелярії С. Дівовича, автора віршованого діалогу «Разговор Великороссии с Малороссией», членів другої Малоросійської колегії — українського філософа, просвітника-демократа Я. Козельського та одного з представників української історіографії П. Симоновського.
Глухів XVIII століття — це не тільки адміністративний, але й мистецький центр України. У ньому були створені аматорський і професійний театри. У 1730 році відкрилася Глухівська співацька школа, де свого часу навчалися видатні діячі світового музичного мистецтва композитори М. Березовський (1745—1777) та Д. Бортнянський (1751—1825).
Глухівчани пишаються пам'яткою архітектури світового значення — Миколаївською церквою, побудованою в 1693 році за проектом архітектора М. Єфімова. Вона була головною громадською спорудою гетьманщини. Перед нею на Радному майдані проходили козацькі ради, в ній «наставляли» на гетьманство І. Скоропадського, Д. Апостола, К. Розумовського. Храм, що відзначається компактністю, виразністю й одночасно монументальністю, став домінантою архітектурного ансамблю сучасного Глухова.

Троїцький собор

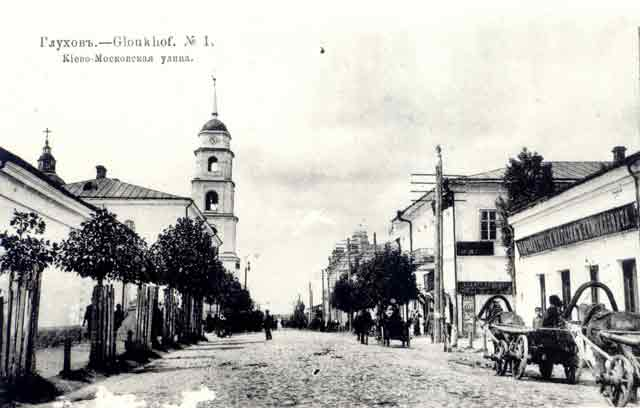
Глухів у 19 столітті

На цьому ж Радному майдані до 1962 року стояв унікальний Троїцький собор. Історія його є драматичною. Будівництво храму розпочалося у 1720 році й тривало понад вісім десятиліть. Роботи переривалися двома пожежами (1748 і 1784). У 1759 році, коли вже зводилися бані, завалилася висока дзвіниця, розколовши собор майже навпіл. Будівництво завершилося у 1805 році, але у 1962 за рішенням міської та обласної влади собор підірвали. Тільки 30 років по тому на його місці в пам'ять про багатостраждальний храм було встановлено меморіальну дошку.
За указом Сенату в 1782 році на Лівобережну Україну поширився адміністративно-територіальний устрій Росії, в результаті чого Глухів втратив статус столиці і на правах «звичайного» міста ввійшов до складу Новгород-Сіверського намісництва. Ось яким описав Глухів першої половини XIX ст. Т. Шевченко у своїй повісті «Капитанша»: «Погода <…> стояла хорошая, улицы были почти сухи, и я пошел шляться по городу, отыскивая то место, где стояла знаменитая Малороссийская коллегия и где стоял дворец гетмана Скоропадского <…>. Но где же эта площадь? Где этот дворец? Где коллегия <…>? Где все это? И следу не осталось! Странно! А все это так недавно, так свежо! Сто лет каких-нибудь мелькнуло, и Глухов из резиденции малороссийского гетмана сделался самым пошлым уездным городком».
|       |        |
| Аверс | Реверс |

## Терещенки

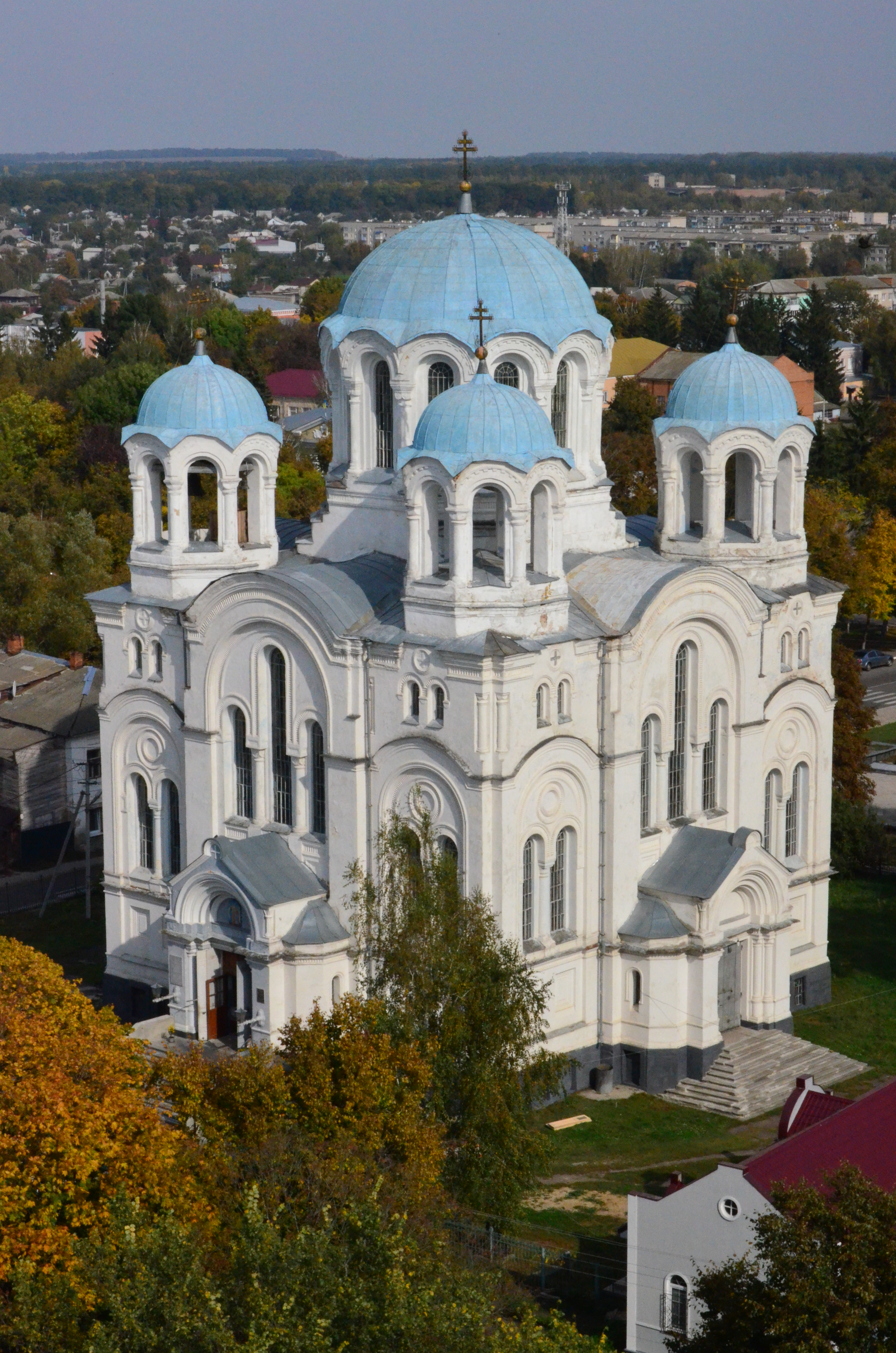
Трьоханастасіївська церква — родова усипальниця родини терещенків

Але вже в середині XIX ст. Глухів, завдяки своєму розташуванню на головному шляху між Києвом і Москвою, зайняв ключові позиції у торговельній справі. Він став центром хлібної торгівлі всієї Лівобережної України. Справжнє економічне та культурне відродження міста пов'язане з підприємницькою та благодійницькою діяльністю родини Терещенків, широко відомої в Російській імперії та за її межами. Першим, хто став відомим із цього роду, був Артемій Якович Терещенко. Він переселився до Глухова з села Локоть, розташованого за 40 верст від міста, і разом з дружиною Єфросинією Григорівна (уродженою Стеслявською) зайнявся дрібною торгівлею. Спочатку торгували з лотка, потім відкрили власну невеличку крамницю. Артемій Якович мав у Глухові свій будинок, був добрим сім'янином. Тут народилися його сини — Микола, Федір і Семен — та донька.
Під час Кримської війни (1853—1856) він розбагатів на постачанні корабельного лісу та провіанту для російської армії. Займаючись торгівлею, АртемійЯкович водночас занурився в плідну громадську діяльність, яка згодом стала традиційною для всієї родини.
У 1842—1845 роках він був бургомістром Глухівського міського магістрату, з 1846 року — незмінним старостою Трьох-Анастасіївської церкви, нагороджений золотою медаллю Священного Синоду. Разом із купцем Г. Біловським Артемій виділив кошти на побудову «Присутственних місць», споруджених у 1856 році на підмурках другої Малоросійської колегії. У фондах Київського музею російського мистецтва зберігається портрет сивочолого А. Терещенка з орденом Станіслава II ступеня на шиї. Цим орденом нагороджували тих, хто відзначився в доброчинності. Царський указ від 12 березня 1870 року дарував купцеві Артемію Терещенку потомственне дворянство, а відтак — і трьом його синам, які продовжили справу батька.
… У той добрий старий час, коли Артемій і Єфросинія Терещенки без будь-якої образи для себе звалися «карбованцями», в їхній сім'ї 14 жовтня 1819 року (за старим стилем) народився первісток — син Микола. Будучи від народження хлопчиком розумним і кмітливим, Микола сам підготувався до вступу в Глухівське повітове училище. Ще юнаком він самостійно взявся за нову для нього хлібну торгівлю і повів її з великим мистецтвом. Микола Терещенко, познайомившись з багатьма місцевими поміщиками, зміг сподобатися їм та ввійти у довіру, і вони охоче відпускали йому без грошей закуплений хліб. Але тільки йому, бо Микола акуратно виплачував свої борги. Не було випадку в молодості, а тим більше у старості, щоб Микола Артемійович без поважної причини порушив дане ним слово чи обіцянку.
Терещенко завжди пам'ятав про свою батьківщину. Просвітницьке-благодійницька діяльність цієї родини відкрила нову сторінку розвитку Глухова, розбудові та благоустрою якого вони віддавали свою власну працю, енергію, духовні сили й кошти. Ця діяльність зосереджувалася на піклуванні про охорону здоров'я та освіту перш за все незаможних верств населення. На культурне відродження міста Микола Артемійович витратив майже 1,5 млн карбованців. У 1871 році Артемієм Терещенком було засновано притулок для сиріт і дітей бідноти, для чого він виділив значну суму: на спорудження будинку (нині загальноосвітня школа є 3) і на його утримання. Вшановуючи пам'ять матері, брати Терещенки заснували в 1879 році безплатну лікарню св. Єфросинії (нині приміщення КНП «Центр первинної медико-санітарної допомоги» Глухівської міської ради). У Статуті цього Товариства було зроблено запис, що на утримання лікарні вони щорічно відраховуватимуть 2 відсотки від прибутку, а для сирітського притулку — 3, тому за звітом 1893 року це склало відповідно 27 та 40 тисяч карбованців.
Піклуючись про здоров'я глухівчан, Микола Артемійович згодився фінансувати будівництво нової земської лікарні на розі вулиці Квасніковської (нині вул. К. Маркса) та Красної. Проект лікарні у вигляді трьох дерев'яних корпусів-павільйонів виконав український архітектор В. Ніколаєв. Перший (чоловічий) корпус її збудовано в 1880 році, другий (жіночий) — між 1880—1890 роками, а інфекційний — у 1895.
Центром просвітництва з потужним науково-методичним потенціалом став відкритий у Глухові в 1874 році перший в Україні учительський інститут. Інституту Глухівське земство віддало недобудований корпус земської лікарні з частиною садиби вартістю 20 тисяч карбованців. За проектом київського архітектора П. Шлейфера його добудували та пристосували до занять вже через два роки. Щорічно в ньому навчалося 75 студентів.